# Worshipful Company of Wax Chandlers

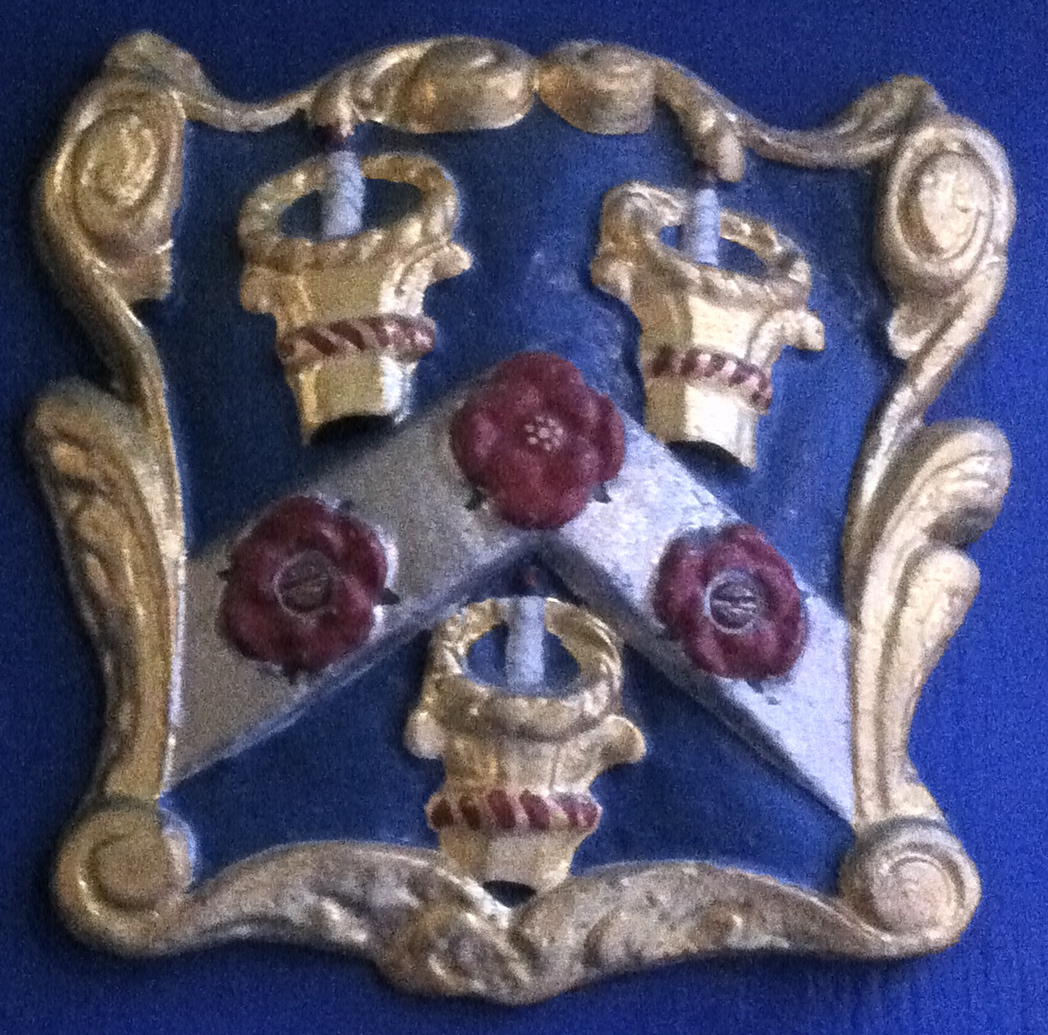
Zunftwappen der Wax Chandlers’ Company

Die Worshipful Company of Wax Chandlers (kurz: Wax Chandlers’ Company) ist die Livery Company der Wachszieher der City of London. Der einer Zunft ähnliche Berufsverband existiert seit 1358. 
In der Rangfolge der Londoner Livery Companies steht sie an 20. Stelle. Sie ist eine der ältesten und mit etwa 120 Mitgliedern eine der kleinsten Londoner Livery Companies.
Ihr Wahlspruch lautet Truth is the Light (etwa „Wahrheit ist das Licht“).
Amtierender Zunftmeister (Master Wax Chandler) 2015/16 ist Andrew Mair.